# Давид Джеммалі
Дави́д Джеммалі́ (араб. ديفيد جمالي, нар. 13 грудня 1974, Тулуза) — туніський футболіст, що грав на позиції захисника.
Насамперед відомий виступами за клуб «Бордо», а також національну збірну Тунісу.

## Клубна кар'єра
У дорослому футболі дебютував 1994 року виступами за команду клубу «Канн», в якій провів три сезони, взявши участь у 56 матчах чемпіонату. 
Своєю грою за цю команду привернув увагу представників тренерського штабу клубу «Бордо», до складу якого приєднався 1997 року. Відіграв за команду з Бордо наступні одинадцять сезонів своєї ігрової кар'єри. Більшість часу, проведеного у складі «Бордо», був основним гравцем захисту команди.
Завершив професійну ігрову кар'єру у клубі «Гренобль», за команду якого виступав протягом 2008—2010 років.

## Виступи за збірну
У 2006 році дебютував в офіційних матчах у складі національної збірної Тунісу. Протягом кар'єри у національній команді, яка тривала усього 2 роки, провів у формі головної команди країни 10 матчів.
У складі збірної був учасником чемпіонату світу 2006 року у Німеччині.

## Титули і досягнення
- Чемпіон Франції (1):

«Бордо»: 1998-99
- Володар Кубка французької ліги (2):

«Бордо»: 2001-02, 2006-07